# Дворец Клункунг

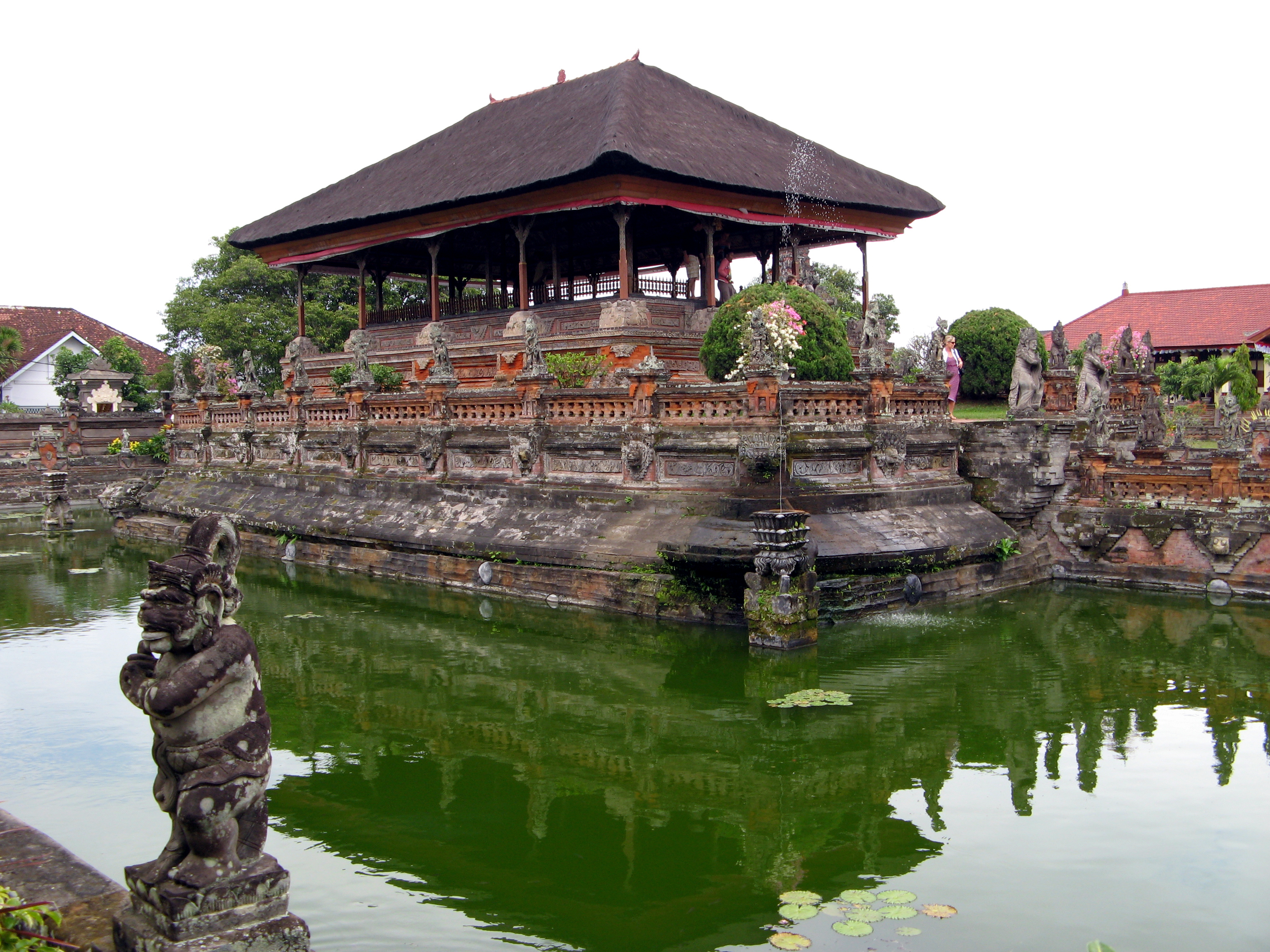
Плавучий павильон Бале Кембанг, одна из построек на территории дворца

Дворец Клункунг (официально именуется Пури Акунг Семарапура) — комплекс исторических зданий, расположенный в Семарапуре, административном центре округа (кабупатена) Клункунг на индонезийском острове Бали. Дворец (пури) был возведён в конце XVII века, но оказался в значительной степени разрушен во время завершения завоевания острова голландскими колонизаторами в 1908 году, став последним оплотом сопротивления. Самые крупные сохранившиеся до нашего времени постройки дворцового комплекса — зал правосудия (Керта Госа) и главные ворота. На территории старого дворца также находится плавучий павильон Бале Кембанг. Современные потомки королей, в прошлом правивших Клункунгом, сегодня живут в Пури-Агунг, резиденции, расположенной к западу от старого дворца и построенной после 1929 года.

## Возведение дворца
В 1686 (или в 1710) году Дева Агунг Джамбе I, принц королевства Клункунг, считавшего «старшим» среди балийских государств, происходивший из рода правителей распавшегося к XVII веку королевства Гельгель, переехал в Клункунг (Семарапуру), где возвёл новый дворец, или пури. Комплекс зданий был разделён на несколько зон с различными ритуальными и практическими функциями; при его планировке были соблюдены различные сложные соответствующие индуистские ритуалы.

## Керта Госа

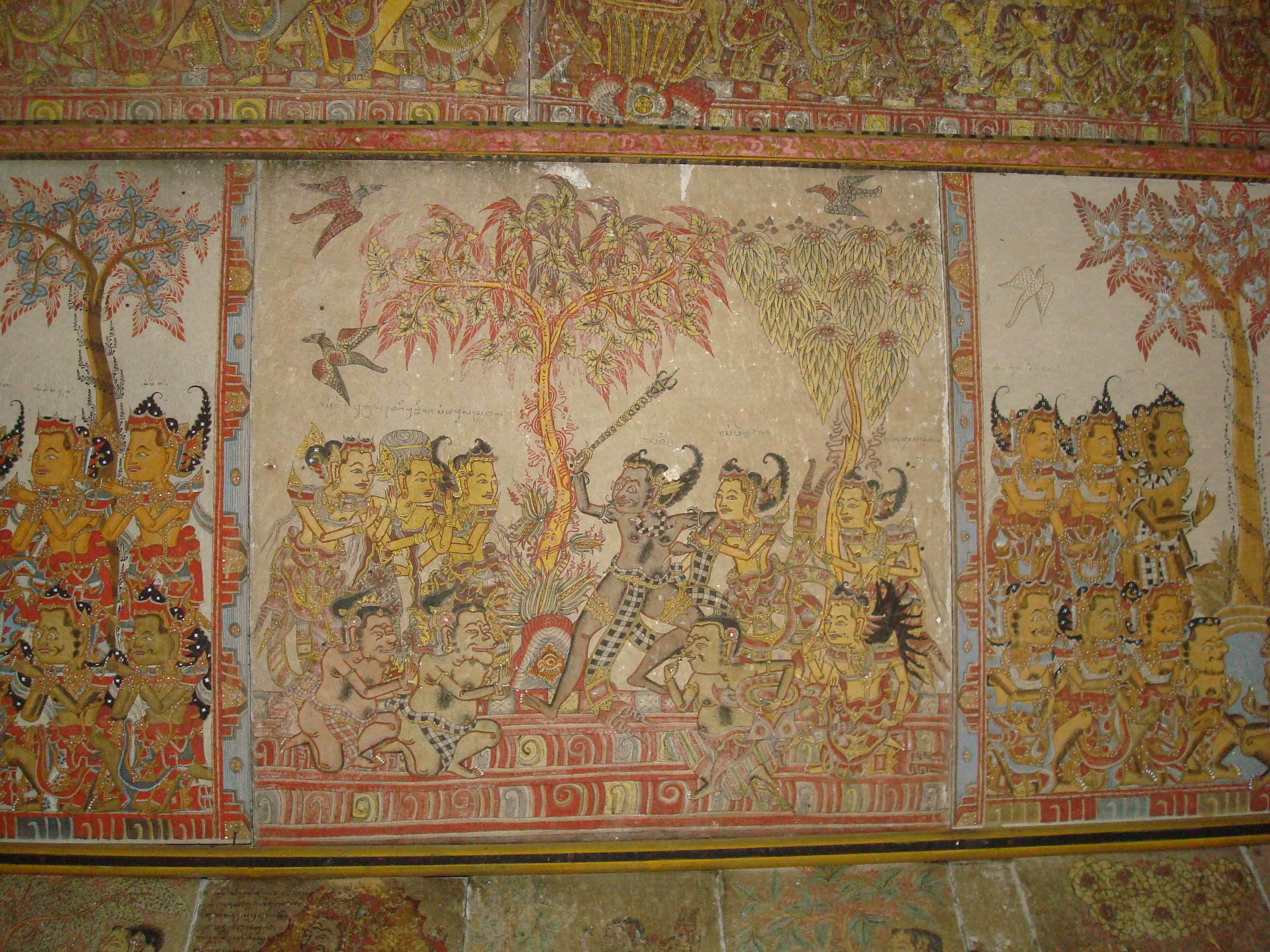
Одна из фресок Керта Госы

В конце XVIII века в северо-восточном углу дворцового комплекса был возведён павильон Керта Госа, зал правосудия, построенный в характерном для Клункунга архитектурном стиле и расписанный в традициях местной живописи. Все судебные дела на острове, которые не могли быть разрешены иным способом, передавались на рассмотрение сюда. В его суде председательствовали три священника-брахмана. Потолок здания расписан сценами, изображающими различные кары в загробной жизни, являющиеся результатами кармы; эти фрески считаются одним из важных образцов стиля ваянг.